# Karl August Hoepfner
Karl August Ludwig Friedrich Hoepfner (* 19. November 1880 in Langendorf bei Weißenfels; † 14. Juni 1945 in Polen) war ein deutscher Tiefbauingenieur, Stadtplaner und Hochschullehrer.

## Leben und Wirken
Karl Hoepfners Eltern waren der Rittergutsbesitzer Paul Hoepfner aus Böhmenhöfen bei Braunsberg (Ostpreußen) und dessen Ehefrau Elisabeth, geborene Bartels. Im Jahre 1909 heiratete er Hedwig Buchardi (* 1885), Tochter des Gymnasiallehrers Dr. Karl Buchardi aus Emden. In den Jahren 1910 bis 1922 wurden drei Söhne und eine Tochter geboren.
Nach dem Abitur 1899 in Elbing studierte er Bauingenieurwesen an der Technischen Hochschule Charlottenburg. Während seines Studiums wurde er Mitglied im Akademischen Verein Motiv. Anschließend folgte ein Referendariat als Regierungsbauführer im preußischen Staatsdienst mit Stationen in Emden, Staßfurt und Kassel; das 2. Staatsexamen zum Regierungsbaumeister (Assessor) legte er 1909 ab. Ab dem Wintersemester 1909/1910 war Hoepfner für zwei Semester Assistent bei Ewald Genzmer am Lehrstuhl für Baukonstruktion und Städtebau an der Technischen Hochschule Danzig. Ab 1910 war Hoepfner als Stadtbauinspektor in Königsberg tätig. Die Stadt Königsberg hatte 1910 die Flächen des Festungsgürtels erworben und wollte diese entfestigen; Hoepfners Aufgabe war die Aufstellung städtebaulicher Pläne für den Festungsgürtel.
Schon zum Wintersemester 1912/1913 wurde Hoepfner mit 32 Jahren zum ordentlichen Professor an die Technische Hochschule Karlsruhe, Abteilung für Ingenieurwesen, berufen. Er folgte dort Reinhard Baumeister auf dem Lehrstuhl für Städtebau und städtischen Tiefbau und begann seine Lehrtätigkeit in den zuvor von Baumeister vertretenen Fächern Städtebau, Städtereinigung, Brücken- und Grundbau. Dazu las er bald Grundsatzfragen des Städtebaus für die Studierenden der Architektur und des Bauingenieurwesens. In den Jahren 1915 bis 1918 nahm Hoepfner am Ersten Weltkrieg teil.
Neben der Tätigkeit als Hochschullehrer übernahm er verschiedene Planungsaufgaben für Gemeinden und war 1924 an der Gründung der Studiengesellschaft für Automobilstraßenbau (Stufa) beteiligt. Ähnlich wie sein Vorgänger Baumeister wurde Hoepfner mit grundlegenden Fachbüchern bekannt: Grundbegriffe des Städtebaus Band I (1921) und II (1928). In seinen Lehrbüchern fordert er bei Akzeptanz gestalterischer Aspekte eine aus ganzheitlicher Betrachtung entwickelte Stadtplanung. Mit diesem Ziel verband Hoepfner das Berufsbild eines Stadtplaners zwischen künstlerischem Architekten und konstruierendem Ingenieur: „Diese Lücke kann nur durch Ausbildung einer neuen Disziplin geschlossen werden, die sich zwischen Architektur und Bauingenieurwesen einschiebt und ein neues eigenen Zweiggebiet des Ingenieurwesens darstellt.“ (Hoepfner 1925).
Nach 15 Jahren an der Technischen Hochschule Karlsruhe nahm er den Ruf an die Technische Hochschule Danzig als Nachfolger von Friedrich Gerlach auf den 1904 von Ewald Genzmer begründeten Lehrstuhl an. Zum Studienjahr 1927/1928 wurde Hoepfner ordentlicher Professor für Stadtbauwesen und Straßenbau an der Abteilung für Bauingenieurwesen und zugleich Leiter der Straßenbauforschungsstelle Ostpreußen.
Hoepfner übernahm für die Ausbildung im Städtebau das in Danzig seit 1910 bestehende interdisziplinär ausgerichtete Seminar für Städtebau, das Ewald Genzmer nach dem Vorbild von Josef Brix und Felix Genzmer (1907/1908) an der Technischen Hochschule Charlottenburg eingerichtet hatte; zwischenzeitlich hatte Gerlach das Städtebauseminar als kollegialen Unterricht mit den Professoren für Verkehrswesen Richard Petersen und Otto Kloeppel für Architektur und Städtebau weitergeführt.
Hoepfner wirkte in seiner über 30 Jahre (1912–1945) dauernden Zeit als Hochschullehrer für eine sich wandelnde Interpretation der Disziplin Städtebau / Stadtplanung, die sich dann erst sehr spät nach dem Zweiten Weltkrieg zu einer eigenständigen Disziplin der Stadt- und Raumplanung entwickeln sollte.

Zum 1. Januar 1930 trat Hoepfner der NSDAP bei (Mitgliedsnummer 174.806). Er bekleidete von 1933 bis 1939 den Posten des Senators für Bauwesen der Freien Stadt Danzig im Senat Rauschning und im Senat Greiser.

## Schriften
- Welche Aufgaben hat die Abteilung für Bauingenieurwesen an der TH zu erfüllen, um den besonderen Bedürfnissen der Städte gerecht zu werden? Karlsruhe 1920.

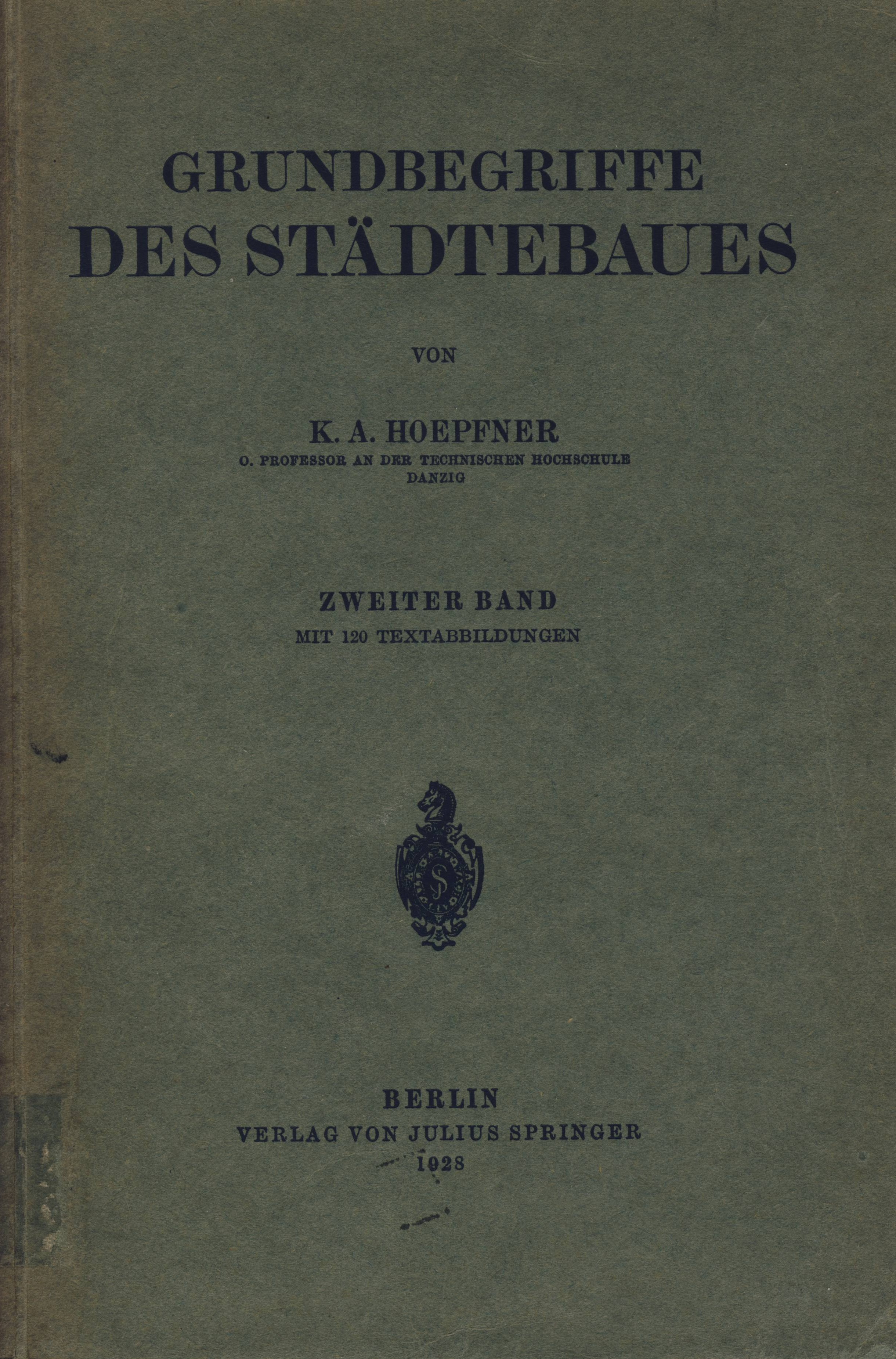
Grundbegriffe des Städtebaues. Berlin 1928.

- Grundbegriffe des Städtebaus. (2 Bände) Berlin 1921.
- Das Siedlungswesen ... In: Festschrift der Technischen Hochschule Fridericiana zu Karlsruhe. Karlsruhe 1925, S. 246f.